# Eddy François
Eddy François (Zottegem, 19 april 1961 – Deinze, 21 maart 2014) was een Belgisch architect.
François maakte zijn afstudeerproject architectuur over de Venetiaanse architect Carlo Scarpa. Hij stichtte in 1991 zijn eigen architectenbureau. Hij runde in Gent op de Brabantdam met Caroline De Wolf de galerie Casa Argentaurum, waarin werd samengewerkt met Honoré d'O en Maarten Van Severen. François diende samen met Toyo Ito en Andrea Branzi een ontwerp in voor het Gentse Muziekforum aan De Krook. Hij tekende de plannen voor de omvorming van de voormalige textielfabriek Sanitary in Zottegem tot administratief centrum, en ontwierp de glazen koepel over de Zottegemse Egmontcrypte. Daarnaast bouwde hij ook woningen die opgingen in het groen, zoals zijn privéwoning in Deurle of de bungalow in Schilde. Hij overleed onverwacht in 2014.